# Von-Hessing-Straße 7 (Bad Kissingen)

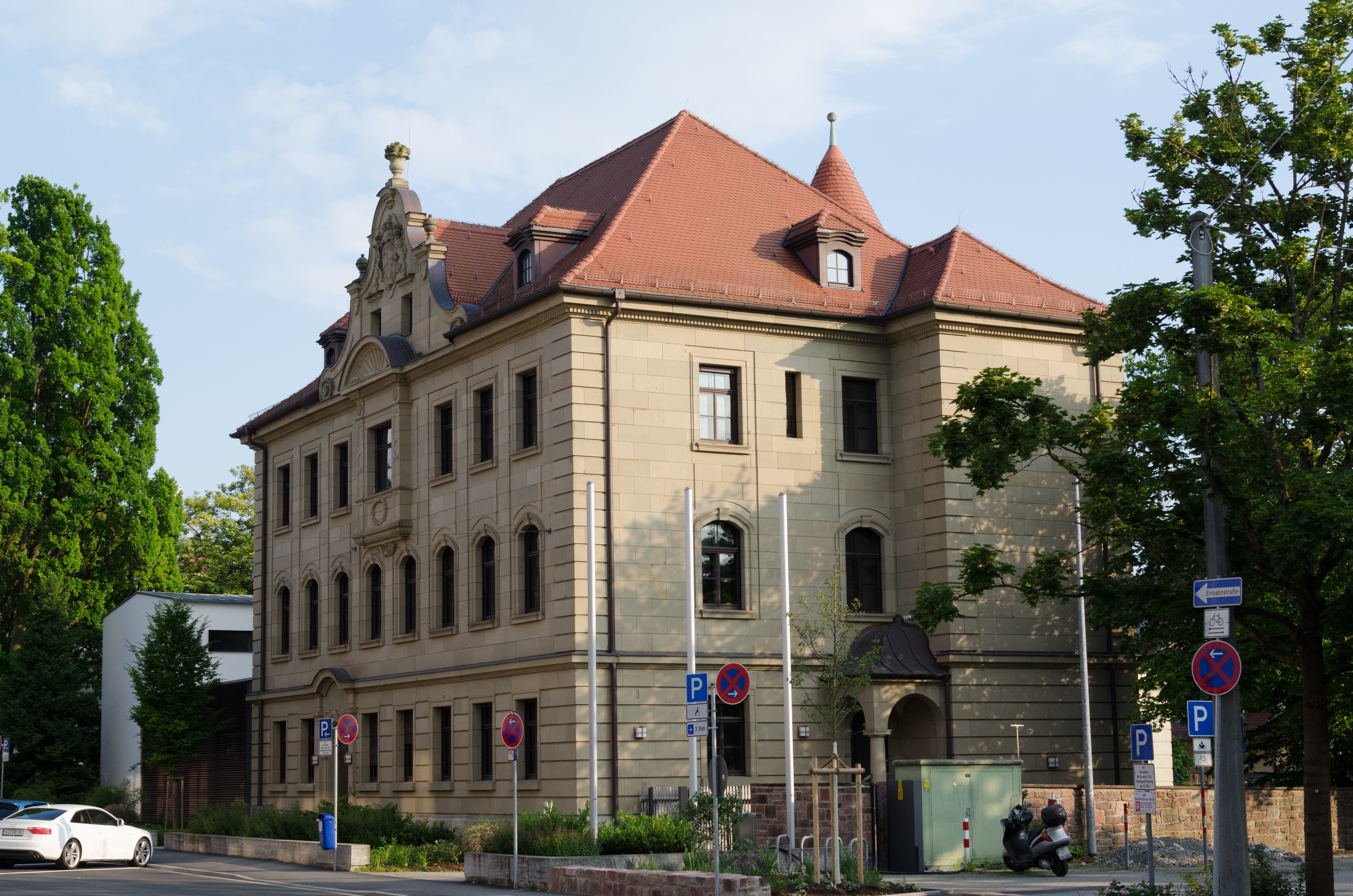
Von-Hessing-Straße 7 in Bad Kissingen

Das Anwesen Von-Hessing-Straße 7 in der Von-Hessing-Straße (Bad Kissingen) in Bad Kissingen, der Großen Kreisstadt des unterfränkischen Landkreises Bad Kissingen, gehört zu den Bad Kissinger Baudenkmälern und ist unter der Nummer D-6-72-114-109 in der Bayerischen Denkmalliste registriert.

## Geschichte
Das Anwesen wurde ursprünglich als Rentamtsgebäude im Jahr 1903 in frei historisierenden Formen errichtet. Es handelt sich um einen dreigeschossigen Sandsteinquaderbau mit Walmdach, Ziergiebel und Flacherker. An der Westseite befindet sich ein Rundturm.
Der Historismus-Stil des Gebäudes äußert sich in der Kombination von barocken Elementen (Fensterrahmungen des ersten Obergeschosses; mittlerer Ziergiebel) mit Renaissance-Elementen (Formenapparat des Flacherkers am zweiten Obergeschoss) sowie Elementen des Jugendstils (der aus der Mittelachse nach links verschobene Eingang). Die Jugendstil-Elemente dordnen sich jedoch einer schulmäßig sauberen Gesamtkonzeption unter.
Heute befindet sich in dem Anwesen eine Nebenstelle des Amtsgerichts.